# 大富翁Online
《大富翁Online》是由大宇资讯在中国大陆的子公司北京软星研发的一款休闲网络游戏。本作于2006年4月在台港澳由大宇资讯推出，2007年7月，久游网宣布取得本作在中国大陆的代理权，同年11月15日展开封测，2008年3月28日宣布开启“想当年公测”。
2017年6月30日，大宇资讯发布公告称，大富翁Online僅餘的台港澳營運服務將於2017年7月31日起停止运营。

## 游戏内容

### 登场角色
- 钱夫人（配音員：陶敏嫻）
- 忍太郎（配音員：符爽）
- 阿土伯（配音員：曹冀魯）
- 孙小美（配音員：林美秀）
- 金贝贝
- 沙隆巴斯（配音員：徐健春）
- 舞美拉（配音員：雷碧文）
- 小丹尼(后续版本新增)
- 乌咪（配音員：陳惠萍）(后续版本新增)
- 糖糖（配音員：張雯英）(后续版本新增)

### 游戏模式

#### 传统模式
跟单机的大富翁无异，扔骰子前进，购地建屋，经过自己的地产可以加盖，而经过他人的地产须付过路费。如全部对手都破产（或在设定的时限到达后资金最多）则可取得胜利。

#### PK模式
玩家之间可以使用卡片进行攻击或者陷害，受攻击的玩家会扣除一定现金而不会受卡片上的效果的影响，现金小于0即为破产。

#### BOSS模式
类似于PK模式，但不同的是玩家要一起对抗BOSS，游戏中可以使用卡片削弱BOSS的实力，也可以修建各种“奇迹”提升玩家的战力。BOSS若破产（金钱为0）则玩家获胜。

## 游戏系统

### 股票系统
- 股神大赛

这是中国大陆版本推出的一个特别活动，于2008年4月29日至2008年5月27日止。参加活动的玩家进行的交易对象均为实时变化的股票，交易品种、价格、模式等等与中国证券交易所的交易机制无异。2008年6月3日，久游宣布再度举办股神大赛活动，时间至2008年7月1日止。

## 海外授权
大富翁Online亦被陆续授权至东南亚、北美等地。东南亚地区由ASIASOFT负责代理，代理地区为泰国、越南、新加坡、马来西亚；北美地区由Aeriagames负责代理，但北美版本目前已经停运。
2011年2月28日，久游网发布公告称，大富翁Online在中国大陆将于2011年5月31日停止运营。

## 决战610大富翁
这是大宇资讯于2010年4月19日在台港澳版本加开的新服务器，虽然在玩法上跟常规服务器没有任何区别，但支持的可用于进行游戏的平台更广（如可使用Facebook，Yahoo与Google帐号登录）。
2011年3月31日，大宇发布公告称，该服务器将于2011年5月10日终止营运。